# Cyclopoapseudes (Exopoapseudes) plumosa
Cyclopoapseudes (Exopoapseudes) plumosa is een naaldkreeftjessoort uit de familie van de Metapseudidae. De wetenschappelijke naam van de soort is voor het eerst geldig gepubliceerd in 2012 door Blazewicz-Paszkowycz & Bamber.